# Barbarian (película)
Barbarian (titulada Bárbaro en Hispanoamérica) es una película de terror estadounidense escrita y dirigida por Zach Cregger. Esta protagonizada por Georgina Campbell, Bill Skarsgård y Justin Long. Arnon Milchan, Roy Lee, Raphael Margules, y J.D. Lifshitz se desempeñan como los productores de la película.
Barbarian se estrenó en la Convención Internacional de Cómics de San Diego el 22 de julio de 2022 y en las salas de cine el 9 de septiembre de 2022 por 20th Century Studios y New Regency.

## Sinopsis
Una joven que viaja a Detroit para una entrevista de trabajo alquila una casa para pernoctar. Pero cuando llega a altas horas de la noche, descubre que la casa está doblemente reservada y que un extraño hombre ya se está quedando allí. En contra de su buen juicio, decide pasar la noche allí, pero pronto descubre que hay mucho más que temer que un invitado inesperado.

## Reparto
- Georgina Campbell como Tess Marshall
- Justin Long como AJ Gilbride
- Richard Brake como Frank
- Matthew Patrick Davis como "La Madre"
- Bill Skarsgård como Keith Toshko
- Kurt Braunohler como Doug
- Jaymes Butler como Andre
- J.R. Esposito como Jeff
- Kate Bosworth como Melisa
- Sophie Sörensen como Bonnie Zane
- Brooke Dillman como La madre de AJ
- Sara Paxton como voz de Megan Maddox/voz de Asistente/Narración en video de enfermería
- Will Greenberg como Robert
- Zach Cregger como Everett

## Marketing
El primer avance de la película se lanzó en línea el 24 de junio de 2022 y apareció al frente de las proyecciones teatrales de The Black Phone.

## Estreno
Barbarian estaba originalmente programada para ser estrenada en cines de los Estados Unidos por 20th Century Studios y New Regency el 31 de agosto de 2022, antes de ser reprogramada para estrenarse el 9 de septiembre de 2022. CinemaBlend y AMC Theatres estrenaron la película en la Convención Internacional de Cómics de San Diego el 22 de julio, donde obtuvo reacciones positivas. La película también se proyectó en el Arrow Video FrightFest el 29 de agosto. Tiempo después fue estrenado en la plataforma de streaming Disney+ en su sección Star, en Latinoamérica fue estrenada en su plataforma Star+.

## Recepción
En el sitio web de revisión y reseñas Rotten Tomatoes, la película obtuvo un índice de aprobación del 92% sobre la base de 89 reseñas, con una calificación promedio de 7.6/10. El consenso de los críticos del sitio web dice: "Inteligente, de humor negro y, sobre todo, aterrador, Barbarian ofrece un viaje escalofriante y constantemente impredecible para los fanáticos del terror". En Metacritic, la película obtuvo un puntaje promedio de 80 sobre 100, basado en 23 críticas, lo cual indica "reseñas generalmente favorables". Las audiencias de CinemaScore le han dado una puntuación de "C+" en una escala de A+ a F, mientras que en PostTrak le dio una puntuación positiva del 70%, y el 54% dijo que definitivamente lo recomendarían.